# Malang Rapat
Malang Rapat is een bestuurslaag in het regentschap Bintan van de provincie Riau-archipel, Indonesië. Malang Rapat telt 1882 inwoners (volkstelling 2010).